# Sydkoreas väpnade styrkor

The Republic of Korea Armed Forces (Koreanska: 대한민국 국군; Hanja: 大韓民國國軍; Romaniserad stavning Daehanminguk Gukgun),även känd som ROK Armed Forces, är de väpnade styrkorna i Sydkorea. Grundades 1948 efter att Korea hade delats, och är idag en av de största stående väpnade styrkor i världen med en storlek på 3,539,000 år 2012 (639,000 i tjänst och 2,900,000 i reserven). ROK är ansvarig för att kunna hävda nationens gränser, men även hjälpa i nödsituationer nationellt och internationellt. På senare tid har ROK deltagit i internationella uppdrag för att visa sitt ansvar som världens femtonde största ekonomi, och har därför deltagit i fredsuppdrag.

Gränsövervakning mot Nordkorea

## Insatser utomlands
| Konflikt             | Plats                              | Datum      | Datum      | Utplacerad | Utplacerad | olycksfalls | olycksfalls | olycksfalls | olycksfalls |
| Konflikt             | Plats                              | Start      | Slut       | Nuvarande  | Totalt     | Döda        | Sårade      | Saknade     | Fångade     |
| -------------------- | ---------------------------------- | ---------- | ---------- | ---------- | ---------- | ----------- | ----------- | ----------- | ----------- |
| Vietnamkriget        | Sydvietnam                         | 1964-09-01 | 1973-03-23 |            | 325,517    | 5,099       | 10,962      | 4           | 0           |
| Gulfkriget           | Saudiarabien Förenade Arabemiraten | 1991-01-24 | 1991-04-10 |            | 314        | 0           | 0           | 0           | 0           |
| UNOSOM II            | Somalia                            | 1993-07-30 | 1994-03-18 |            | 516        | 0           | 0           | 0           | 0           |
| MINURSO              | Västsahara                         | 1994-08-09 | 2006-05-15 |            | 542        | 0           | 0           | 0           | 0           |
| UNOMIG               | Georgien                           | 1994-10-06 | 2009-07-10 |            | 88         | 1           | 0           | 0           | 0           |
| UNAVEM III           | Angola                             | 1995-10-05 | 1996-12-23 |            | 600        | 0           | 0           | 0           | 0           |
| UNMOGIP              | Indien Pakistan                    | 1997-03-03 | ongoing    | 7          | 165        | 1           | 0           | 0           | 0           |
| UNAMET               | Östtimor                           | 1999-10-04 | 2004-06-04 |            | 3,328      | 5           | 0           | 0           | 0           |
| Samarbete            | United States                      | 2001-11-16 | ongoing    | 3          | 44         | 0           | 0           | 0           | 0           |
| Kriget i Afghanistan | Afghanistan                        | 2001-12-18 | ongoing    | 63         | 5,082      | 2           | 1           | 0           | 0           |
| UNFICYP              | Cypern                             | 2002-01-04 | 2003-12-23 |            | 1          | 0           | 0           | 0           | 0           |
| Irakkriget           | Irak                               | 2003-02-12 | 2008-12-30 |            | 20,308     | 1           | 0           | 0           | 0           |
| CJTF-HOA             | Djibouti                           | 2003-03    | 2012-12    |            | 15         | 0           | 0           | 0           | 0           |
| UNMIL                | Liberia                            | 2003-10-18 | ongoing    | 2          | 20         | 0           | 0           | 0           | 0           |
| ONUB                 | Burundi                            | 2004-09-15 | 2006-12-11 |            | 4          | 0           | 0           | 0           | 0           |
| UNMIS                | Sudan                              | 2005-11-25 | 2011-07    |            | 46         | 0           | 0           | 0           | 0           |
| UNIFIL               | Lebanon                            | 2007-01-16 | ongoing    | 321        | 4,229      | 0           | 0           | 0           | 0           |
| UNMIN                | Nepal                              | 2007-03-12 | 2011-01-15 |            | 13         | 1           | 0           | 0           | 0           |
| OEF - Horn of Africa | Somalia                            | 2008-01-16 | ongoing    | 310        | 3,700      | 0           | 3           | 0           | 0           |
| UNAMID               | Sudan                              | 2009-06-16 | ongoing    | 2          | 8          | 0           | 0           | 0           | 0           |
| MINURSO              | Västsahara                         | 2009-07-27 | ongoing    | 4          | 12         | 0           | 0           | 0           | 0           |
| UNOCI                | Elfenbenskusten                    | 2009-07-28 | ongoing    | 2          | 8          | 0           | 0           | 0           | 0           |
| MINUSTAH             | Haiti                              | 2009-11-11 | ongoing    | 2          | 1,433      | 0           | 0           | 0           | 0           |
| Samarbete            | Förenade Arabemiraten              | 2011-01    | ongoing    | 150        | 687        | 0           | 1           | 0           | 0           |
| UNMISS               | Sydsudan                           | 2011-07    | ongoing    | 290        | 290        | 0           | 0           | 0           | 0           |